# 妙喜庵
妙喜庵（みょうきあん）は、京都府乙訓郡大山崎町にある仏教寺院。山号は豊興山。妙喜禅庵とも称する。別名「待庵（たいあん）」。日本最古の茶室建築で、草庵茶室の完成形といわれる。
江戸時代一時地蔵寺の塔頭であったが、現在は臨済宗東福寺派に属する。
室町時代の明応年間（1492年 - 1501年）の開創。開山は東福寺開創聖一国師法嗣・春嶽士芳。国宝の茶室「待庵（たいあん）」があることで知られる。連歌師の山崎宗鑑の屋敷（對月庵）を宗鑑が退去した（大永3年（1524年）ごろ）後寺庵に改めたとの伝えもあるが、春嶽は永正6年（1510年）にすでに没している。また、大山崎集落の大阪府側（島本町山崎）には宗鑑旧居跡（宗鑑井戸）の伝えもある。これらのことから「妙喜庵=宗鑑旧居跡」説は成立しがたい。
2018年6月18日、大阪府北部地震により土壁に亀裂が入った。

## 待庵

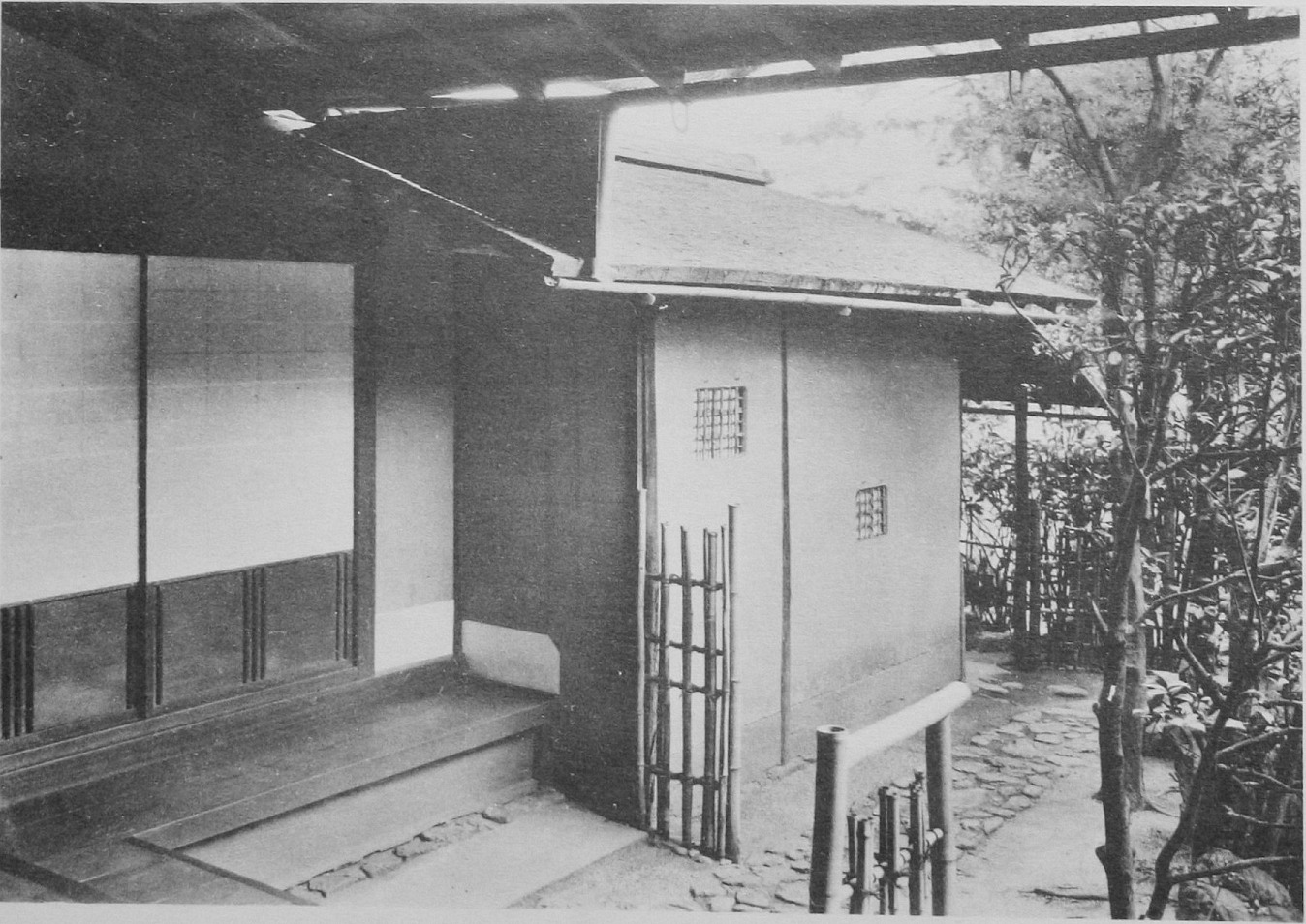

国宝。日本最古の茶室建造物であると同時に、千利休作と信じうる唯一の現存茶室である。現在一般化している、にじり口が設けられた小間（こま）の茶室の原型かつ数奇屋建築の原型とされる。寺伝には、天正10年（1582年）の山崎の戦いのおり羽柴秀吉の陣中に千利休により建てられた二畳隅炉の茶室を解体し移築したとある。慶長11年（1606年）に描かれた「宝積寺絵図」には、現在の妙喜庵の位置あたりに「かこひ」（囲い）の書き込みがありこのときにはすでに現在地に移築されていたものと考えられる。同図には、妙喜庵の西方、現在の島本町の宗鑑旧居跡付近に「宗鑑やしき」そして「利休」の書き込みもあり、利休がこの付近に住んでいたことをうかがわせる。したがって待庵はこの利休屋敷から移築されたとも考えられる。
茶室は切妻造杮葺きで、書院の南側に接して建つ。茶席は二畳、次の間と勝手の間を含んだ全体の広さが四畳半大という、狭小な空間である。南東隅ににじり口を開け、にじり口から見た正面に床（とこ）を設ける。室内の壁は黒ずんだ荒壁仕上げで、藁すさの見える草庵風とする。この荒壁は仕上げ塗りを施さない民家では当たり前の手法であったが、細い部材を使用したため壁厚に制限を受ける草庵茶室では当然の選択でもあった。床は4尺幅（内法3尺8寸）で、隅、天井とも柱や廻り縁が表面に見えないように土で塗りまわした「室床（むろどこ）」である。天井高は5尺2寸ほどで、一般的な掛け軸は掛けられないほど低い。これは利休の意図というより屋根の勾配に制限されてのことと考えられる。床柱は杉の細い丸太、床框は桐材で、3つの節がある。室内東壁は2箇所に下地窓、南壁には連子窓を開ける。
下地窓とは、草案茶室の土壁の一部を塗り残し、下地をそのまま露出させることでつくられる窓の形式である。
下地窓の小舞には葭が皮付きのまま使用されている。炉はにじり口から見て部屋の左奥に隅切りとする。現在では炉と畳縁の間に必ず入れる「小板」はない。この炉に接した北西隅の柱も、壁を塗り回して隠しており、これは室床とともに2畳の室内を少しでも広く見せようとする工夫とされている。ただ隅炉でしかも小板がないのだから、炉の熱から隅柱を保護する目的もあったと考えられる。天井は、わずか2畳の広さながら、3つの部分に分かれている。すなわち、床の間前は床の間の格を示して平天井、炉のある点前座側はこれと直交する平天井とし、残りの部分（にじり口側）を東から西へと高くなる掛け込みの化粧屋根裏とする。この掛け込み天井は、にじりから入った客に少しでも圧迫感を感じさせない工夫と解せられる。二つの平天井を分ける南北に渡された桁材の一方は床柱が支えていて、この桁材が手前座と客座の掛け込み天井の境をも区切っている。つまり一見複雑な待庵の天井の中心には床柱があり、この明晰性が二畳の天井を三つに区切っていても煩わしさを感じさせない理由となっている。平天井の竿縁や化粧屋根裏の垂木などには竹が使用されており、障子の桟にも竹が使われている。このように竹材の多用が目立ち、下地窓、荒壁の採用と合わせ、当時の民家の影響を感じさせる。二畳茶室の西隣には襖を隔てて1畳に幅8寸ほどの板敷きを添えた「次の間」が設けられ、続けて次の間の北側に一畳の「勝手の間」がある。一重棚を備えた次の間と、三重棚を備え、ひと隅をやはり塗り回しとする勝手の間の用途については、江戸時代以来茶人や研究者がさまざま説を唱えているが、いまだ明らかになっていない。

## 書院

玄関

国の重要文化財、書院造、桁行二間、梁間三間、一重、切妻造、杮（こけら）葺き。室町時代の文明年間（1469年 - 1487年）に妙心寺の霊雲院書院を模して建てられたとされ、連歌の祖である山崎宗鑑の旧居と伝わる。前庭（待庵東側）には秀吉ゆかりの「袖摺りの松」（2代目）の切り株が残る。明月堂は同じく山崎宗鑑の旧居とされるが、今あるのは昭和初期に新築されたものである。旧明月堂は明治時代に関東の好事家に買い取られ現在所在不明であるが、室町時代にさかのぼるものではなく、桃山期後期（慶長年間）のものではなかったかとされている。

## 見学
待庵を見学するには、およそ1か月前までに往復はがきによる予約が必要であり、見学が許可された場合も、にじり口からの見学で、内部に立ち入ることはできない。また高校生以上でないと申し込めない。
近くの大山崎町歴史資料館には待庵の創建当時の姿の原寸大復元模型が展示されている。

### 所在地
〒618-0071 京都府乙訓郡大山崎町大山崎小字龍光56番地

### 交通アクセス
- 東海道本線（JR京都線） 山崎駅 駅前
- 阪急京都線 大山崎駅 徒歩3分

## 周辺情報
- 山崎の戦い古戦場
- 水無瀬神宮
- 桜井駅跡
- 関大明神社
- 大山崎山荘美術館
- 大山崎町歴史資料館
- 大念寺
- 宝積寺
- 山崎聖天
- 酒解神社
- 大山崎瓦窯跡 （国指定の史跡）
- サントリー山崎蒸溜所
- 国宝一覧

## 待庵を参考にした茶室
- 千利休・国宝茶室「待庵」の再現・展示、JCI日本芸術協会主催・茶会事業（制作：松竹、平成20年（2008年）7月19日 - 20日 パシフィコ横浜）[9][10]